# Semblis farinosa
Semblis farinosa là một loài côn trùng trong họ Phryganeidae thuộc bộ Trichoptera. Loài này được Rossi miêu tả năm 1794.